# Kondli
Kondli es una ciudad censal situada en el distrito de Delhi oriental,  en el territorio de la capital nacional,  Delhi (India). Su población es de 38207 habitantes (2011). 

## Demografía
Según el censo de 2011 la población de Kondli era de 38207 habitantes, de los cuales 20691 eran hombres y 17516 eran mujeres. Kondli tiene una tasa media de alfabetización del 91,10%, superior a la media estatal del 86,21%: la alfabetización masculina es del 95,97%, y la alfabetización femenina del 85,33%.